# Dubrowski
Dubrowski – polski herb szlachecki z nobilitacji.

## Opis herbu
W polu barwy niewiadomej z prawej połupodkowa, z lewej dwie strzały ułożone w pas.

## Najwcześniejsze wzmianki
Nadany Tymofiejowi Dobran Dubrowskiemu Panasewiczowi z Litwy, 20 września 1522.

## Herbowni
Dubrowski.